# Gesellschaftsordnung
Gesellschaftsordnung bezeichnet allgemein die grundlegenden Merkmale einer Gesellschaft nach ihrer wirtschaftlichen Form (beispielsweise Kapitalismus, Sozialismus, Feudalismus), ihrer Sozialstruktur (beispielsweise soziale Schichtung, Klassengesellschaft, Ständeordnung) sowie ihrer religiösen oder ideologischen Ausrichtung (beispielsweise Bürgerliche Gesellschaft, Faschismus, Anarchismus).

## Allgemeines
Das Kompositum „Gesellschaftsordnung“ setzt sich aus „Gesellschaft“ und „Ordnung“ oder „System“ zusammen. Unter Gesellschaft versteht man eine Gesamtheit von Menschen, die durch ein Geflecht von Beziehungen miteinander in Kontakt stehen und deren Zusammenleben insbesondere durch die eigentümlichen sozialen Handlungen erklärbar ist. Den Ordnungs- und Organisationsrahmen, den sich eine derartige Gesellschaft gibt, nennt man Sozialordnung. Daraus ergibt sich, dass mit dem Begriff Gesellschaftsordnung sämtliche Arten von Beziehungen innerhalb einer Gesellschaft gemeint sind, also ihre rechtlichen, wirtschaftlichen, religiösen oder ethischen Beziehungen.

## Deutschland
Das Grundgesetz für die Bundesrepublik Deutschland (GG) enthält keine Regelungen für eine bestimmte Gesellschaftsordnung, sondern beschränkt sich auf die normative Ausgestaltung der Staatsverfassung. Ein verfassungsmäßiges Bekenntnis zu einem bestimmten gesellschaftspolitischen Ordnungsmodell fehlt, das Verhältnis der Gesellschaft zum Staat bleibt offen. Das Grundgesetz ist damit gesellschaftspolitisch neutral. Art. 20 Abs. 1 GG legt nur die globale Ordnungsrichtung fest, indem er die Bundesrepublik als demokratischen und sozialen Bundesstaat normiert. Die Beeinflussung der Gesellschaftsordnung kann deshalb nur in der Festlegung auf eine demokratische Organisation bestehen. Im Grundgesetz wird von einer Gesellschaftsordnung ausgegangen, in deren Mittelpunkt die Würde und Freiheit des Individuums stehen. Die freie Gesellschaftsordnung der Bundesrepublik beruht einem Urteil des BVerfG vom Juni 1995 zufolge auf der für den modernen Staat selbstverständlichen Annahme der rechtlichen Freiheit und Gleichheit aller Bürger.